# Shaka
Shaka [izg. Šaka] (v nekaterih pisnih virih tudi Shaka Zulu), vojskovodja in vladar Zulujev * 1781, † 22. september 1828.
Shaka je splošno priznan kot odločilni dejavnik razširitve plemena Zulujev iz manjšega klana v narod, ki je bil naseljen med rekama Phongolo in Mzimkhulu v Južni Afriki. Bil je zaslužen za številne vojaške reforme in izboljšave, ki so omogočile širjenje Zulujev in je bil začetnik Zulujske kraljevine.

## Življenjepis
Shaka je bil eden od sinov plemenskega poglavarja Zulujev. V času mladosti je služil kot bojevnik pri poglavarju sosednjega plemena, ki mu je pozneje pripomogel k nasledstvu Zulujev. Kot poglavar je Shaka ubil svojega polbrata, da bi si zavaroval prestol.
Po širitvi je spletel močan vazalski imperij, s pomočjo umorov in zavezništev. Njegov način vladanja ni bil dobro sprejet, na koncu sta Shako umorila njegova lastna polbrata. Njegove zadnje besede naj bi napovedale konec zulujskega imperija, v povezavi na zasedbo belcev, ki se je v resnici zgodila čez sedemdeset let.

## Taktika bojevanja
Shaka je spremenil dotlej splošno uporabljani, skoraj ritualni način bojevanja Zulujev v skupini, ki je trajal, dokler se ena od strani ni umaknila, in ga nadomestil z neposrednim bojem moža na moža. Splošno uporabljana kopja, namenjena metanju, je zamenjal s krajšimi sulicami, namenjenimi zabadanju. Bojevnike je opremil z večjimi in težjimi ščiti, ter jih razporedil v posebno, široko formacijo, tako da je središče napadlo sovražnika, obe krili pa sta napadli boke.